# Palais Grašalković à Sombor
Le palais Grašalković à Sombor (en serbe cyrillique : Грашалковићева палата у Сомбору ; en serbe latin : Grašalkovićeva palata u Somboru) est situé à Sombor, dans la province de Voïvodine et dans le district de Bačka occidentale, en Serbie. Il est inscrit sur la liste des monuments culturels de grande importance de la république de Serbie (identifiant no SK 1252).

## Présentation

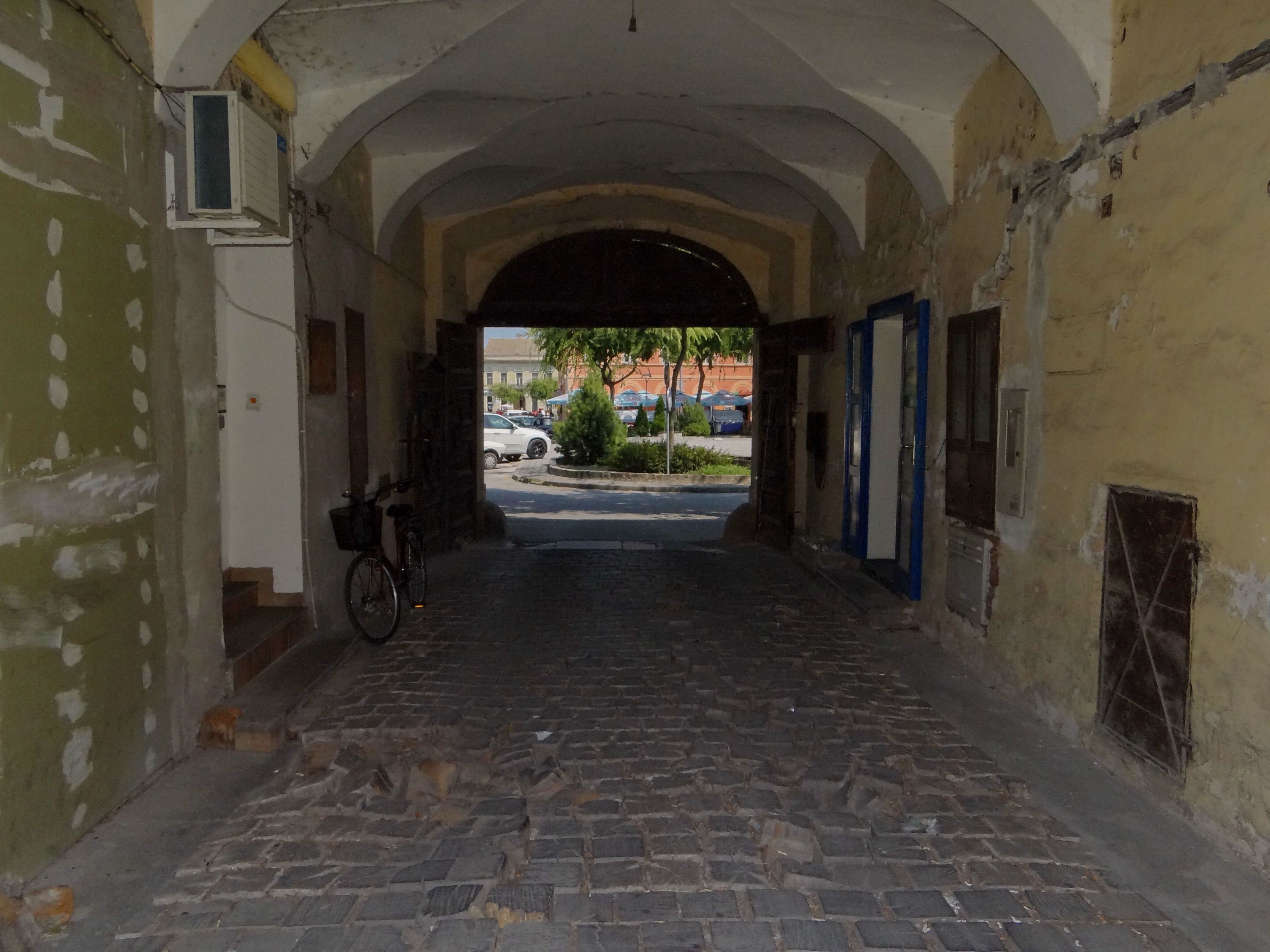
L'entrée voûtée de l'édifice

Le palais, situé sur le Trg Svetog Trojstva (« place de la Sainte Trinité »), a été construit dans la période 1750-1763 comme bâtiment de la chancellerie pour la colonisation des Allemands dans la région de la Bačka. Il doit son nom au comte Antun Grašalković (1693-1771) qui était gouverneur impérial et joupan du comitat de Bács-Bodrog. À partir de 1891, il a servi de poste et l'édifice s'est étendu dans la rue Zmaj Jovinoj,.
Sa base est en forme de la lettre « П » de l'alphabet cyrillique, avec une avancée centrale et deux ailes latérales, disposition que l'on retrouve dans les bâtiments administratifs de style baroque de cette époque. Sur le plan horizontal, un cordon sépare le rez-de-chaussée et l'étage. Un accent particulier a été mis sur l'entrée voûtée et sur le balcon de l'étage orné de fer forgé. Les ouvertures sont rectangulaires ; au rez-de-chaussée, elles sont surmontées de tympans moulurés et peu profonds et, à l'étage, de linteaux reposant sur des consoles.
Des travaux de protection ont été conduits sur l'édifice en 1994-1995.